# Campeonato Paraibano de Futebol de 2025
O Campeonato Paraibano de Futebol da Primeira Divisão de 2025, oficialmente denominado Campeonato Paraibano Unipê 2025, por razões de patrocínio, foi a 115 ª temporada do referido torneio de futebol que equivale ao primeiro nível na sistema de ligas do futebol paraibano, estando a cargo da Federação Paraibana de Futebol (FPF) a sua organização e realização. Dez clubes disputaram o aludido torneio que teve início em 11 de janeiro e encerrou-se em 30 de março, com a realização do segundo jogo da final e premiação do clube campeão, totalizando 51 partidas disputadas.
O Sousa participou do campeonato como defensor do título, conseguindo assegurar a posse da taça após repetir o feito da temporada anterior e superar o Botafogo pelo placar agregado de 2–1. Além de apontar o campeão estadual, a competição também serviu para definir as duas vagas do estado na disputa da Copa do Brasil de 2026, que ficaram com os dois clubes finalistas, bem como duas vagas para a Série D de 2026, cabendo elas ao Sousa e ao Serra Branca, já as vagas para a Copa do Nordeste de 2026 deverão sofrer modificações, com critérios ainda a serem definidos pela Confederação Brasileira de Futebol (CBF).
A edição marcou a estreia da Picuiense na Primeira Divisão, após a desistência do Centro Sportivo Paraibano (CSP), tornando-se a 78 ª equipe a disputar a Primeirona desde 1919, contudo, a equipe de Picuí não se saiu bem e terminou a primeira fase do campeonato em último lugar, sendo rebaixada para a Segunda Divisão de 2026, juntamente com o Auto Esporte, que havia sido promovido na temporada anterior. O Esporte de Patos foi outro clube promovido na temporada anterior, mas que conseguiu se manter na elite paraibana, que assistiu em 2025 ao retorno de dois clássicos do futebol estadual: o Botauto e o Clássico Patoense.

## Transmissão
O campeonato contou com transmissão via rádio, streaming (internet) e TV, ficando a cargo das afiliadas da Rede Globo na Paraíba (TV Cabo Branco e TV Paraíba) a exibição de partidas com mando de campo de nove dos dez times, após a renovação com os clubes acordo para transmissão de uma partida a cada rodada na TV aberta para todo o estado, reservando o horário do sábado às 16h30 para a exibição dos jogos, inicialmente excetuando-se partidas do Botafogo-PB, que somente assinou contrato de transmissão com a Rede Paraíba no decorrer do campeonato. Já as exibições de partidas via streaming do campeonato cobriram mando de campo de oito clubes, com exceção de Botafogo-PB e Serra Branca, que não comercializaram os direitos com o Jornal da Paraíba, mas tiveram suas partidas exibidas pelo mesmo meio nas duas fases finais do campeonato.

## Regulamento
O Conselho Arbitral da competição foi realizado em 26 de novembro de 2024, contando com participação de representantes da FPF e dos dez clubes participantes, onde foram definidos o formato de disputa, tabela e datas da competição, num regulamento semelhante aos anos anteriores em que o certame foi disputado em três fases: primeira fase (fase classificatória), semifinal e final. Na primeira fase, os dez clubes jogam entre si em partida de ida (turno único), ao final da fase, os dois últimos posicionados na primeira fase serão rebaixados para a Segunda Divisão de 2026, enquanto que os quatro mais bem colocados se classificarão para a fase semifinal que terá confrontos definidos por cruzamento olímpico (1.º–4.º e 2.º–3.º), em jogos de ida e volta com o mando de campo da segunda partida para os dois melhores colocados da primeira fase, os vencedores dos confrontos decidirão a final do torneio.
A final será disputada em duas partidas da ida e volta e em caso de igualdade no somatório das duas partidas, tanto na fase final, quanto na fase semifinal, a disputa irá direto para as penalidades máximas, sem prorrogação. Os clubes campeão e vice-campeão terão vagas asseguradas na Série D do Campeonato Brasileiro de 2026, exceto se já estiverem garantidos em uma das quatro divisões nacionais do Brasileirão, nesse caso, a vaga no Brasileiro da Série D passará para a equipe mais bem posicionada na classificação final do Campeonato e assim, sucessivamente, se o impasse persistir, bem como também estarão classificados para a Copa do Brasil de 2026, exceto se já obtido a vaga via outros certames.

### Critérios de classificação
Na primeira fase, o principal critério de classificação utilizado para apontar a posição dos clubes na tabela é a pontuação total obtida com as partidas, mas caso dois ou mais clubes empatem na pontuação total, a posição deles será conhecida observando a ordem dos seguintes critérios:
1. Maior número de vitórias;
2. Maior saldo de gols;
3. Maior número de gols pró;
4. Menor número de cartões vermelhos recebidos;
5. Menor número de cartões amarelos recebidos;
6. Sorteio.

Ao final da primeira fase o número de cartões amarelos recebidos por um jogador foram zerados, contudo o principal critério de classificação para as fases semifinal e final permanece sendo a pontuação obtida nas duas partidas de cada uma dessas fases, com o saldo de gols registrado nesses jogos passando a ser o primeiro critério de desempate e a cobrança de pênaltis colocando-se como o critério final para definir o vencedor do confronto.

## Equipes participantes
Dez equipes participam do torneio, sendo os oito mais bem colocados da temporada anterior, juntamente com os 2 promovidos da Segunda Divisão de 2024, que substituíram os dois rebaixados da Primeira Divisão de 2024. O CSP, quinto colocado no Paraibano 2024, desistiu de participar do torneio, alegando dificuldade financeira após a saída do principal acionista da Sociedade Anônima do Futebol (SAF) do clube, repassando a vaga ao Cruzeiro de Itaporanga, terceiro colocado na Segunda Divisão 2024, que não aceitou e acabou sendo ocupada pelo quarto colocado da Segundona 2024, que foi o clube Picuiense.
| Equipe       | Cidade         | Estádio         | Cap.   |
| ------------ | -------------- | --------------- | ------ |
| Auto Esporte | João Pessoa    | Almeidão        | 20 000 |
| Botafogo     | João Pessoa    | Almeidão        | 20 000 |
| Campinense   | Campina Grande | Amigão          | 20 000 |
| Esporte      | Patos          | José Cavalcanti | 8 000  |
| Nacional     | Patos          | José Cavalcanti | 8 000  |
| Picuiense    | Picuí          | Amigão          | 20 000 |
| Pombal       | Pombal         | José Cavalcanti | 8 000  |
| Serra Branca | Campina Grande | Amigão          | 20 000 |
| Sousa        | Sousa          | Marizão         | 12 000 |
| Treze        | Campina Grande | Amigão          | 20 000 |

## Primeira fase
| Pos | Equipe            | Pts | J | V | E | D | GP | GC | SG  | Classificação ou descenso              |
| --- | ----------------- | --- | - | - | - | - | -- | -- | --- | -------------------------------------- |
| 1   | Sousa             | 20  | 9 | 6 | 2 | 1 | 14 | 3  | +11 | Classificação à semifinal              |
| 2   | Botafogo-PB       | 19  | 9 | 6 | 1 | 2 | 19 | 8  | +11 | Classificação à semifinal              |
| 3   | Treze             | 18  | 9 | 5 | 3 | 1 | 18 | 8  | +10 | Classificação à semifinal              |
| 4   | Serra Branca      | 17  | 9 | 5 | 2 | 2 | 21 | 8  | +13 | Classificação à semifinal              |
| 5   | Campinense        | 14  | 9 | 4 | 2 | 3 | 14 | 10 | +4  |                                        |
| 6   | Esporte-PB        | 10  | 9 | 3 | 1 | 5 | 14 | 16 | −2  |                                        |
| 7   | Pombal            | 9   | 9 | 2 | 3 | 4 | 7  | 11 | −4  |                                        |
| 8   | Nacional de Patos | 9   | 9 | 2 | 3 | 4 | 15 | 21 | −6  |                                        |
| 9   | Auto Esporte-PB   | 7   | 9 | 1 | 4 | 4 | 9  | 16 | −7  | Rebaixamento à Segunda Divisão de 2026 |
| 10  | Picuiense         | 1   | 9 | 0 | 1 | 8 | 5  | 35 | −30 | Rebaixamento à Segunda Divisão de 2026 |

### Partidas

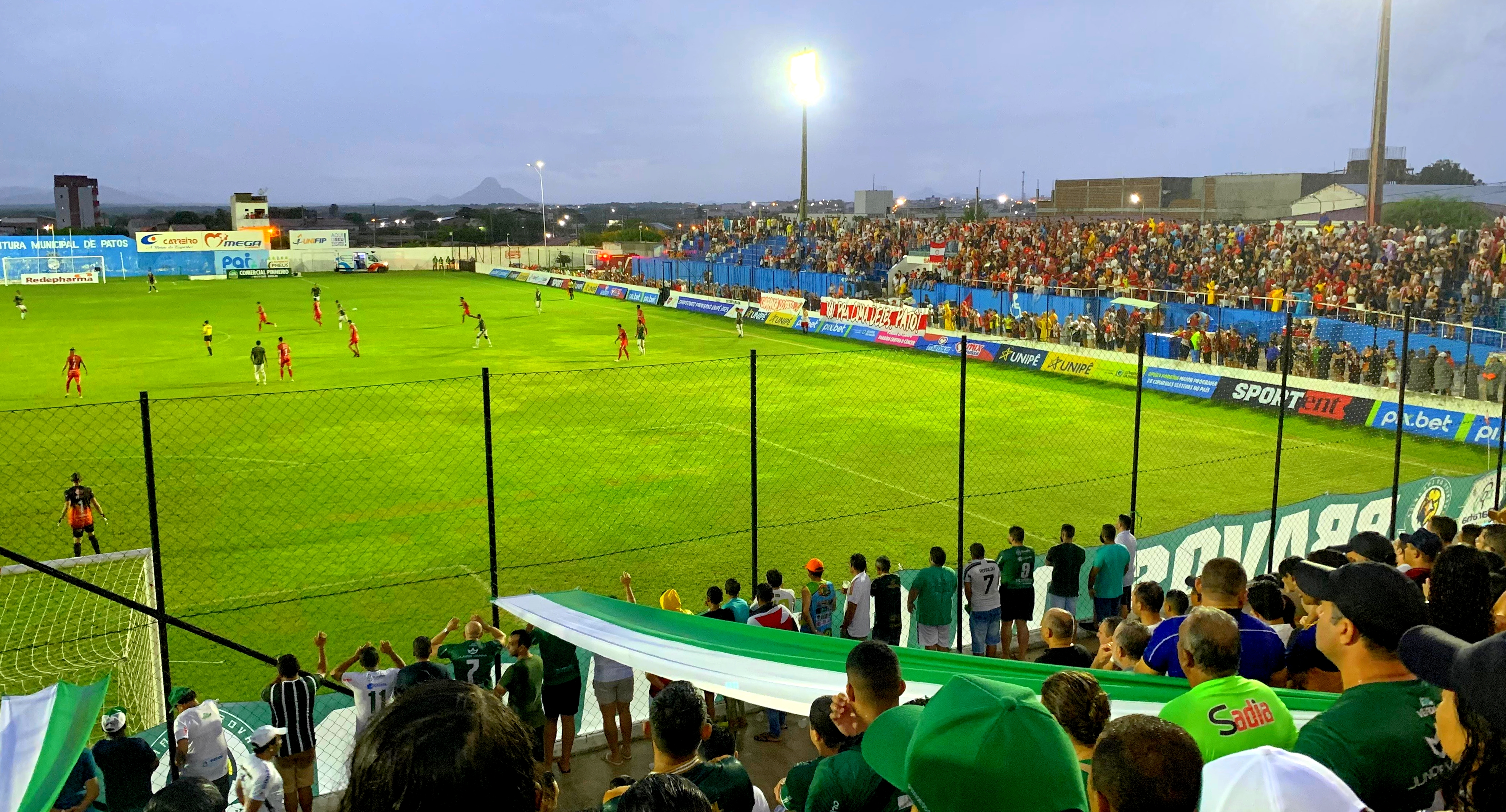
Duelo entre Esporte e Nacional

A tabela simples dos confrontos dos clubes na primeira fase foi definida por meio de sorteio e divulgada pela Federação em 26 de novembro, com o CSP ainda não tendo confirmado a participação no campeonato, já uma segunda tabela divulgada em 28 de novembro, trouxe o nome da Picuiense em substituição ao CSP. e em 26 de dezembro foi divulgada a tabela detalhada das quatro primeiras rodadas da primeira fase, indicando o local de realização dos confrontos e respectivos horários, seguindo o horário de Brasília (UTC-03:00). Os detalhes dos confrontos das rodadas quinta até a nona da primeira fase foram divulgados pela Federação em 17 de janeiro, modificando-se alguns horários e datas de quatro partidas das últimas rodadas em 27 de janeiro e uma outra mudança em 9 de fevereiro, já em 16 de fevereiro, atendendo a um pedido da Polícia Militar da Paraíba (PMPB) para evitar jogos em Campina Grande no dia de festejos carnavalescos na cidade, a FPF desmembrou a última rodada da fase de classificação, modificando o horário de quatro das cinco partidas da rodada, mas voltando atrás em três desses horários após garantia de efetivo de segurança por parte da PMPB para as partidas.
Primeira rodada
| 11 de janeiro | 16:30 | Serra Branca | 1–0 | Campinense | Amigão, Campina Grande |

| 12 de janeiro | 16:00 | Botafogo-PB | 4–2 | Nacional de Patos | Almeidão, João Pessoa |

| 12 de janeiro | 16:00 | Treze | 1–1 | Auto Esporte-PB | Amigão, Campina Grande |

| 12 de janeiro | 17:00 | Pombal | 0–3 | Esporte-PB | José Cavalcanti, Patos |

| 13 de janeiro | 20:15 | Picuiense | 0–2 | Sousa | Amigão, Campina Grande |

Segunda rodada
| 15 de janeiro | 20:15 | Botafogo-PB | 3–0 | Esporte-PB | Almeidão, João Pessoa |

| 15 de janeiro | 20:15 | Nacional de Patos | 2–1 | Pombal | José Cavalcanti, Patos |

| 16 de janeiro | 20:15 | Sousa | 2–0 | Serra Branca | Marizão, Sousa |

| 22 de janeiro | 20:15 | Auto Esporte-PB | 1–1 | Campinense | Almeidão, João Pessoa |

| 12 de fevereiro | 20:15 | Picuiense | 2–6 | Treze | Amigão, Campina Grande |

Terceira rodada
| 18 de janeiro | 16:30 | Auto Esporte-PB | 0–1 | Botafogo-PB | Almeidão, João Pessoa |

| 19 de janeiro | 16:00 | Campinense | 2–0 | Treze | Amigão, Campina Grande |

| 19 de janeiro | 17:00 | Esporte-PB | 1–3 | Sousa | José Cavalcanti, Patos |

| 20 de janeiro | 20:15 | Serra Branca | 2–1 | Pombal | Amigão, Campina Grande |

| 22 de janeiro | 20:15 | Nacional de Patos | 2–2 | Picuiense | José Cavalcanti, Patos |

Quarta rodada
| 25 de janeiro | 16:30 | Treze | 1–0 | Serra Branca | Amigão, Campina Grande |

| 25 de janeiro | 16:30 | Pombal | 1–0 | Botafogo-PB | José Cavalcanti, Patos |

| 26 de janeiro | 16:00 | Campinense | 6–0 | Picuiense | Amigão, Campina Grande |

| 26 de janeiro | 16:00 | Auto Esporte-PB | 0–0 | Sousa | Almeidão, João Pessoa |

| 26 de janeiro | 17:00 | Esporte-PB | 2–2 | Nacional de Patos | José Cavalcanti, Patos |

Quinta rodada
| 29 de janeiro | 16:00 | Picuiense | 0–1 | Pombal | Amigão, Campina Grande |

| 29 de janeiro | 20:15 | Sousa | 2–0 | Campinense | Marizão, Sousa |

| 29 de janeiro | 20:15 | Botafogo-PB | 1–1 | Serra Branca | Almeidão, João Pessoa |

| 30 de janeiro | 20:15 | Treze | 3–0 | Esporte-PB | Amigão, Campina Grande |

| 16 de fevereiro | 17:00 | Nacional de Patos | 3–1 | Auto Esporte-PB | José Cavalcanti, Patos |

Sexta rodada
| 1 de fevereiro | 16:30 | Campinense | 2–1 | Nacional de Patos | Amigão, Campina Grande |

| 1 de fevereiro | 17:00 | Sousa | 1–0 | Pombal | Marizão, Sousa |

| 2 de fevereiro | 16:00 | Auto Esporte-PB | 2–3 | Esporte-PB | Almeidão, João Pessoa |

| 2 de fevereiro | 16:00 | Treze | 2–1 | Botafogo-PB | Amigão, Campina Grande |

| 3 de fevereiro | 16:00 | Serra Branca | 8–0 | Picuiense | Amigão, Campina Grande |

Sétima rodada
| 8 de fevereiro | 16:30 | Pombal | 1–1 | Treze | José Cavalcanti, Patos |

| 8 de fevereiro | 17:00 | Sousa | 3–0 | Nacional de Patos | Marizão, Sousa |

| 9 de fevereiro | 16:00 | Picuiense | 1–2 | Auto Esporte-PB | Amigão, Campina Grande |

| 9 de fevereiro | 16:00 | Botafogo-PB | 4–1 | Campinense | Almeidão, João Pessoa |

| 9 de fevereiro | 17:00 | Esporte-PB | 0–2 | Serra Branca | José Cavalcanti, Patos |

Oitava rodada
| 13 de fevereiro | 16:00 | Serra Branca | 2–2 | Nacional de Patos | Amigão, Campina Grande |

| 13 de fevereiro | 20:15 | Pombal | 1–1 | Auto Esporte-PB | José Cavalcanti, Patos |

| 15 de fevereiro | 16:30 | Esporte-PB | 0–1 | Campinense | José Cavalcanti, Patos |

| 15 de fevereiro | 16:30 | Botafogo-PB | 3–0 | Picuiense | Almeidão, João Pessoa |

| 16 de fevereiro | 16:00 | Treze | 0–0 | Sousa | Amigão, Campina Grande |

Nona rodada
| 19 de fevereiro | 20:15 | Picuiense | 0–5 | Esporte-PB | Amigão, Campina Grande |

| 22 de fevereiro | 16:30 | Nacional de Patos | 1–4 | Treze | José Cavalcanti, Patos |

| 22 de fevereiro | 16:30 | Campinense | 1–1 | Pombal | Amigão, Campina Grande |

| 22 de fevereiro | 16:30 | Serra Branca | 5–1 | Auto Esporte-PB | Almeidão, João Pessoa |

| 22 de fevereiro | 16:30 | Sousa | 1–2 | Botafogo-PB | Marizão, Sousa |

## Mata-mata
O mata-mata do torneio compreendeu duas fases: semifinal e final, as quais foram disputadas em duas partidas (ida e volta). O Sousa e o Botafogo tiveram o mando de campo na segunda partida de seus respectivos confrontos da semifinal, enquanto que o último jogo do campeonato foi disputado sob o mando de campo do Botafogo, tal como previsto no regulamento da competição.
|  |  |

|  | Semifinais   | Semifinais  | Semifinais | Semifinais |   |       | Final | Final | Final | Final |
|  |              |             |            |            |   |       |       |       |       |       |
|  | Serra Branca | 1           | 1          | 2 (3)      |   |       |       |       |       |       |
|  | Sousa (pen)  | 1           | 1          | 2 (4)      |   |       |       |       |       |       |
|  | Sousa (pen)  | 1           | 1          | 2 (4)      |   | Sousa | 1     | 1     | 2     |       |
|  |              |             |            |            |   | Sousa | 1     | 1     | 2     |       |
|  |              | Botafogo-PB | 0          | 1          | 1 |       |       |       |       |       |
|  | Treze        | Botafogo-PB | 0          | 1          | 1 | 1     | 0     | 1     |       |       |
|  | Treze        |             |            |            |   | 1     | 0     | 1     |       |       |
|  | Botafogo-PB  | 2           | 0          | 2          |   |       |       |       |       |       |

## Técnicos
| Equipe            | Técnico                                                                                         |
| ----------------- | ----------------------------------------------------------------------------------------------- |
| Auto Esporte-PB   | Douglas Andrade(1ª–6ª) Ramiro Sousa (7ª–9ª, primeira fase)                                      |
| Botafogo-PB       | João Burse(1ª–9ª, semifinal)                                                                    |
| Campinense        | Rodrigo Fonseca (1ª–6ª) Evandro Guimarães(7ª–9ª, primeira fase)                                 |
| Esporte-PB        | Danilo Brito(1ª–9ª, primeira fase)                                                              |
| Nacional de Patos | Rafael Soriano (1ª–4ª) Delany Santos(5ª–6ª, interino) Marcelinho Paraíba(7ª–9ª, primeira fase)  |
| Picuiense         | Izaías Almeida (1ª–4ª) Halid Mahomed(5ª e 8ª–9ª, primeira fase) Robinho Silva (6ª–7ª)           |
| Pombal            | Jazon Vieira (pré-temporada) Edson Manú(1ª–3ª) Marcel Santos (4ª–9ª, primeira fase)             |
| Serra Branca      | Cristian Souza (1ª–4ª) Roberto Maschio (5ª–9ª, semifinal)                                       |
| Sousa             | Paulo Foiani (1ª–9ª, semifinal)                                                                 |
| Treze             | Renatinho Potiguar (1ª–3ª) Ítalo Nascimento(4ª, interino) Marcelo Martelotte (5ª–9ª, semifinal) |

## Premiação
| Campeonato Paraibano de Futebol de 2025 |
| Sousa                                   |
| --------------------------------------- |
| Sousa Bicampeão (4.º título)            |